# Ograda
Ograda est une commune du județ de Ialomița en Roumanie.